# Syrjänjärvi
Syrjänjärvi är en sjö i Finland. Den ligger i kommunen Kuhmo i landskapet Kajanaland, i den östra delen av landet, 500 km nordost om huvudstaden Helsingfors. Syrjänjärvi ligger 171,4 meter över havet. I omgivningarna runt Syrjänjärvi växer i huvudsak barrskog. Den är 2,3 meter djup. Arean är 36,3 hektar och strandlinjen är 3,55 kilometer lång. Sjön  ingår i Uleälvens huvudavrinningsområde. 